# 沙尔维尼亚克
沙尔维尼亚克（法語：Chalvignac，法語發音：[ʃalviɲak]）是法国康塔尔省的一个市镇，属于莫里亚克区。

## 地理
沙尔维尼亚克（45°14'25"N, 2°14'46"E）面积35.89 平方千米，位于法国奥弗涅-罗讷-阿尔卑斯大区康塔爾省，该省份为法国中南部省份，位于法國中央高原中心，北起科雷兹省、上盧瓦爾省和多姆山省，西接洛特省和科雷兹省，南至阿韦龙省和洛特省，东临上盧瓦爾省和洛泽尔省。
与沙尔维尼亚克接壤的市镇（或旧市镇、城区）包括：阿尔什、布拉雅克、莫里亚克、普洛、苏尔尼亚克、勒维让、拉特龙什、讷维克、苏尔萨克。

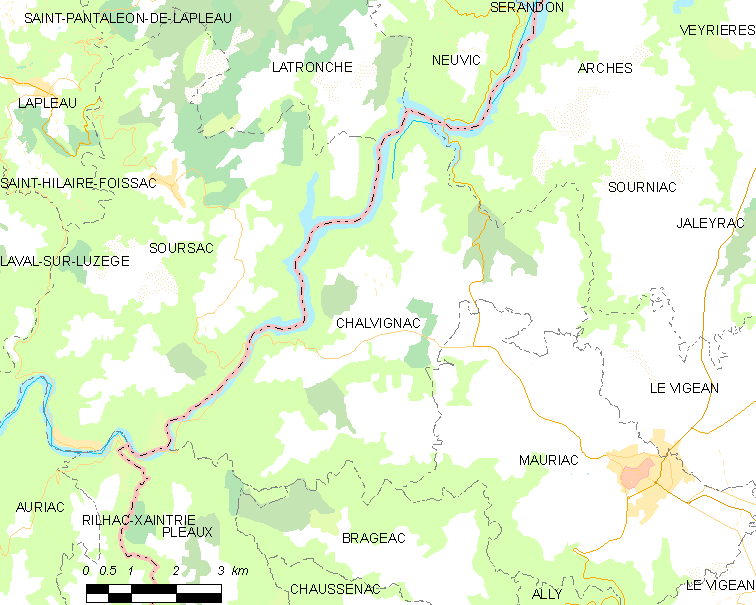
沙尔维尼亚克的OSM定位图

沙尔维尼亚克的时区为UTC+01:00、UTC+02:00（夏令时）。

## 行政
沙尔维尼亚克的邮政编码为15200，INSEE市镇编码为15036。

## 政治
沙尔维尼亚克所属的省级选区为莫里亚克县。

## 人口

1962-2008年间沙尔维尼亚克人口变化图示

沙尔维尼亚克于2022年1月1日时的人口数量为457人。